# Dugèsids
Els dugèsids (Dugesiidae) constitueixen una família de triclàdides que habiten a l'aigua dolça de tot el món.
Són considerats la família de triclàdides d'aigua dolça més primitiva filogenèticament, i segons proves moleculars són el grup germà de les planàries terrestres.
El gènere tipus és Dugesia Girard, 1850.

## Descripció
La forma del cap dels dugèsids varia des d'arrodonida o truncada fins a fortament triangular amb aurícules allargades i punxegudes. La majoria de dugèsids, però, presenten un cap amb una forma més o menys triangular, com algunes marícoles, donada per la presència de dues aurícules, una a cada costat del cap. Les espècies d'aquesta família acostumen a presentar pigmentació. Es coneix una única espècie, D. batuensis, que no en presenta. Aquesta manca de pigment probablement està relacionada amb el seu hàbitat, les coves.
Tots els dugèsids presenten dos ulls, però en alguns casos es donen ulls supernumeraris. L'estructura dels ulls és comuna en totes les seves espècies, consisteix en una copa multicel·lular pigmentada que conté moltes cèl·lules retinals. Es creu que l'absència d'ulls a Eviella és deguda a una pèrdua secundària.
A diferència dels dendrocèlids, els dugèsids no presenten òrgans adhesius. Els músculs interns de la faringe dels dugèsids presenten dues capes.
Els dugèsids tenen els oviductes obrint-se al canal de la bursa com a caràcter plesiomòrfic.

### Sentits
A part dels ulls, els dugèsids disposen de tres tipus d'òrgans sensorials: òrgans sensorials de les aurícules o solcs auriculars, òrgans sensorials situats marginalment (p.e. fosses sensorials) i forats o obertures sensorials.
Els òrgans sensorials de les aurícules estan situats lateralment, un a cada costat de la superfície dorsal del cos, a l'altura dels ulls, o una mica posteriorment a aquests. Aquests òrgans estan constituïts per una tira d'epiteli modificat que està ricament connectat a terminacions nervioses, lliure de rabdites i cobert de llargs cilis. Aquest tipus d'òrgan està àmpliament distribuït en els triclàdides i probablement és una plesiomorfia pels dugèsids. Presenten òrgans sensorials de les aurícules Cura, Girardia, Schmidtea, Dugesia i dues espècies de Neppia (N. montana i N. schubarti).
Les fosses sensorials són petites superfícies d'epiteli sensorial modificat que es troben al marge anterior del cos. Poden ser molt poc profundes o bé estar ben delimitades formant petites invaginacions a la paret del cos. La histologia i el nombre de fosses sensorials varia segons el gènere de dugèsid.
Els forats o obertures sensorials són invaginacions profundes a la paret del cos formades per epiteli sensorial modificat, que presenta llargs cilis. Acostumen a estar localitzades una a cada costat del marge lateral del cap, anterior als ulls. Estan ricament connectades a terminacions nervioses.

## Classificació

### Taxonomia
La manca de caràcters morfològics mesurables i definits en els triclàdides d'aigua dolça ha dificultat l'obtenció de les relacions filogenètiques dins del grup a partir d'aquests. Aquesta mancança és deguda al conservadorisme del grup, que ofereix pocs caràcters adequats per a les anàlisis i que sovint es veuen sotmesos al paral·lelisme i convergència evolutius. Les anàlisis moleculars però, han permès l'obtenció d'arbres filogenètics més clars.
Els dugèsids són considerats la família més primitiva de triclàdides d'aigua dolça.

### Filogènia
Arbre filogenètic dels triclàdides segons Sluys i col·laboradors (2009):
|  | Planariidae                                                  |
|  |                                                              |
|  | \| \| Kenkiidae \| \| \| \| \| \| Dendrocoelidae \| \| \| \| |
|  |                                                              |
|  | Kenkiidae                                                    |
|  |                                                              |
|  | Dendrocoelidae                                               |
|  |                                                              |

|  | Kenkiidae      |
|  |                |
|  | Dendrocoelidae |
|  |                |

|  | Dugesiidae  |
|  |             |
|  | Geoplanidae |
|  |             |

|  | Planariidae                                                  |
|  |                                                              |
|  | \| \| Kenkiidae \| \| \| \| \| \| Dendrocoelidae \| \| \| \| |
|  |                                                              |
|  | Kenkiidae                                                    |
|  |                                                              |
|  | Dendrocoelidae                                               |
|  |                                                              |

|  | Kenkiidae      |
|  |                |
|  | Dendrocoelidae |
|  |                |

|  | Dugesiidae  |
|  |             |
|  | Geoplanidae |
|  |             |

|  | Planariidae                                                  |
|  |                                                              |
|  | \| \| Kenkiidae \| \| \| \| \| \| Dendrocoelidae \| \| \| \| |
|  |                                                              |
|  | Kenkiidae                                                    |
|  |                                                              |
|  | Dendrocoelidae                                               |
|  |                                                              |

|  | Kenkiidae      |
|  |                |
|  | Dendrocoelidae |
|  |                |

|  | Dugesiidae  |
|  |             |
|  | Geoplanidae |
|  |             |

|  | Planariidae                                                  |
|  |                                                              |
|  | \| \| Kenkiidae \| \| \| \| \| \| Dendrocoelidae \| \| \| \| |
|  |                                                              |
|  | Kenkiidae                                                    |
|  |                                                              |
|  | Dendrocoelidae                                               |
|  |                                                              |

|  | Kenkiidae      |
|  |                |
|  | Dendrocoelidae |
|  |                |

|  | Dugesiidae  |
|  |             |
|  | Geoplanidae |
|  |             |

|  | Planariidae                                                  |
|  |                                                              |
|  | \| \| Kenkiidae \| \| \| \| \| \| Dendrocoelidae \| \| \| \| |
|  |                                                              |
|  | Kenkiidae                                                    |
|  |                                                              |
|  | Dendrocoelidae                                               |
|  |                                                              |

|  | Kenkiidae      |
|  |                |
|  | Dendrocoelidae |
|  |                |

|  | Dugesiidae  |
|  |             |
|  | Geoplanidae |
|  |             |

|  | Planariidae                                                  |
|  |                                                              |
|  | \| \| Kenkiidae \| \| \| \| \| \| Dendrocoelidae \| \| \| \| |
|  |                                                              |
|  | Kenkiidae                                                    |
|  |                                                              |
|  | Dendrocoelidae                                               |
|  |                                                              |

|  | Kenkiidae      |
|  |                |
|  | Dendrocoelidae |
|  |                |

|  | Dugesiidae  |
|  |             |
|  | Geoplanidae |
|  |             |

|  | Planariidae                                                  |
|  |                                                              |
|  | \| \| Kenkiidae \| \| \| \| \| \| Dendrocoelidae \| \| \| \| |
|  |                                                              |
|  | Kenkiidae                                                    |
|  |                                                              |
|  | Dendrocoelidae                                               |
|  |                                                              |

|  | Kenkiidae      |
|  |                |
|  | Dendrocoelidae |
|  |                |

|  | Dugesiidae  |
|  |             |
|  | Geoplanidae |
|  |             |

|  | Planariidae                                                  |
|  |                                                              |
|  | \| \| Kenkiidae \| \| \| \| \| \| Dendrocoelidae \| \| \| \| |
|  |                                                              |
|  | Kenkiidae                                                    |
|  |                                                              |
|  | Dendrocoelidae                                               |
|  |                                                              |

|  | Kenkiidae      |
|  |                |
|  | Dendrocoelidae |
|  |                |

|  | Dugesiidae  |
|  |             |
|  | Geoplanidae |
|  |             |

### Gèneres

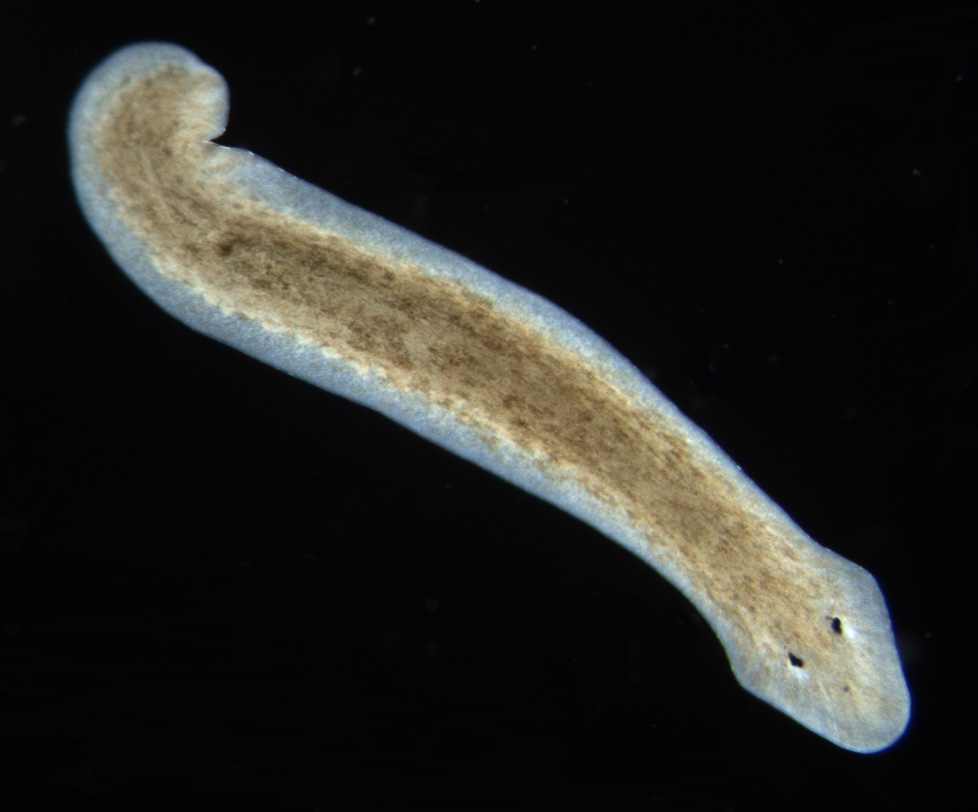
Dugesia subtentaculata

Actualment es coneixen 12 gèneres de dugèsids:
- Bopsula
- Cura
- Dugesia
- Eviella
- Girardia
- Neppia
- Recurva
- Reynoldsonia
- Romankenkius
- Schmidtea
- Spathula
- Weissius